# Göran Lindberg (dansbandsmusiker)
Göran Lindberg, född 23 juli 1946 i Jönköping, är en svensk sångare, gitarrist och låtskrivare.
Åren 1983–1991 var han sångare, bi-gitarrist och låtskrivare i det svenska dansbandet Matz Bladhs, och blev det åter i maj 2004. Under hans första tid i bandet fick man fem guldskivor . 2005 tilldelades han Guldklaven som årets sångare. 2010 lämnade han Matz Bladhs 
Innan Göran Lindberg blev medlem i Matz Bladhs var han medlem i ett annat berömt dansband, Tonix, där han, även där, var försångare och låtskrivare.
Efter att han 1991 lämnat Matz Bladhs satte han upp dansbandet Göran Lindbergs orkester, som bland annat hade en hit med låten "Den röda stugan" 1993.
Han började 1963 i popbandet Robin & the Hoods i Jönköping, som frontman, sångare och låtskrivare, och bandet hade singelhits som "Every Time I Turn My Back".
Göran Lindberg bor sedan 2001 i Nora utanför Örebro.

### Fotnoter
1. ↑  Nöjeskällan 8 februari 2008 - Saxofon igen i Matz Bladhs Arkiverad 21 juni 2008 hämtat från the Wayback Machine.